# Apeiba tibourbou

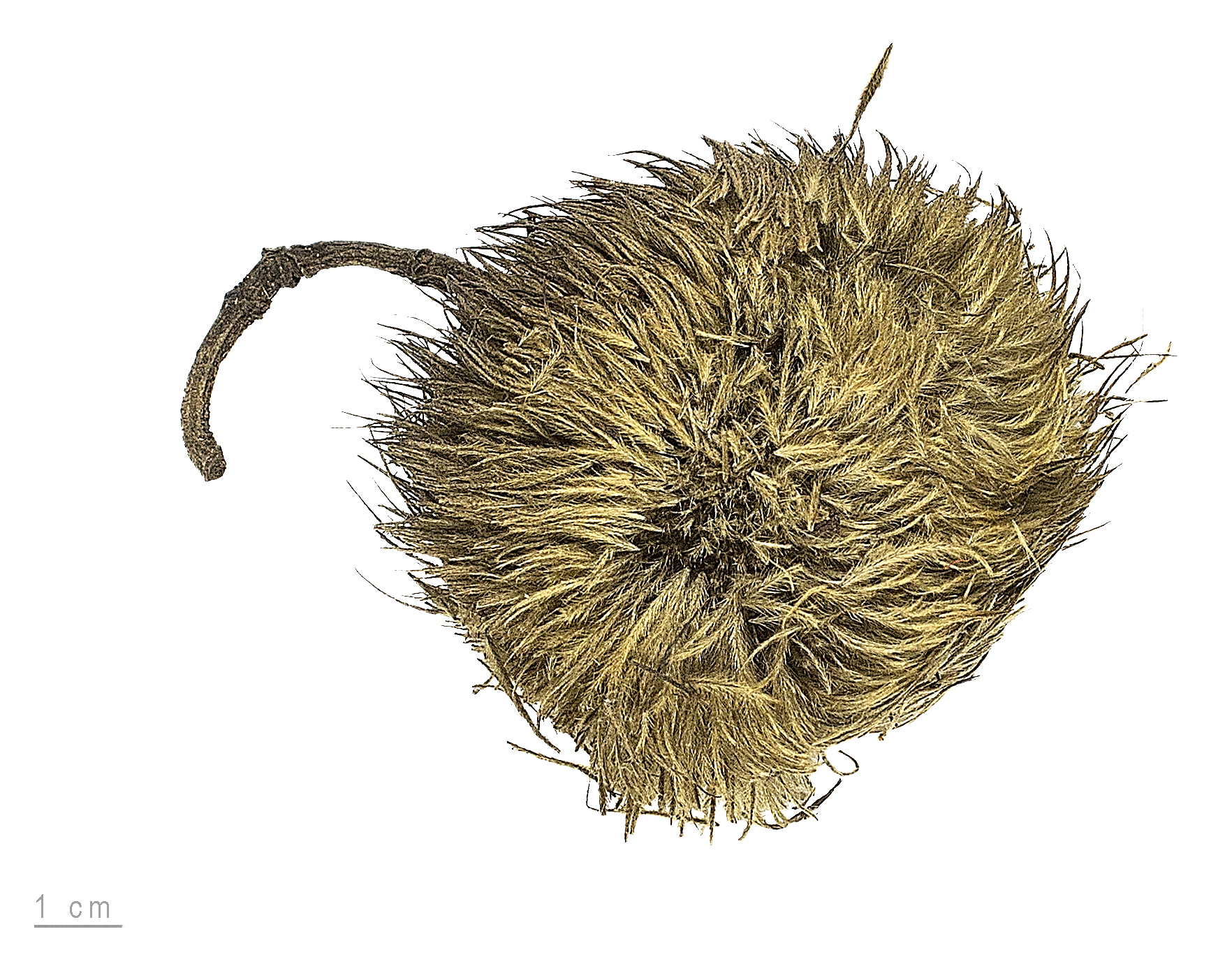
Apeiba tibourbou - MHNT

El erizo de Caracas (Apeiba tibourbou) es una especie de árbol perteneciente a la familia de las Tiliáceas. Es originario de la Caatinga y Cerrado en Brasil,  y Costa Rica. Se utiliza como una alternativa de fibra vegetal para hacer papel.

## Sinonimia
- Apeiba albiflora Ducke
- Apeiba cimbalaria Arruda
- Apeiba hirsuta Lam.
- Aubletia tibourbou (Aubl.) Willd.[2]